# Longano
Longano – miejscowość i gmina we Włoszech, w regionie Molise, w prowincji Isernia.
Według danych na rok 2004 gminę zamieszkiwały 723 osoby, 26,8 os./km².